# Фауста
Флавија Максима Фауста (лат. Flavia Maxima Fausta; убијена 326. године), познатија само као Фауста, била је ћерка римског цара Максимијана, сестра цара Максенција, супруга Константина I Великог и мајка његова три сина наследника: Константина II, Констанција II и Констанса I. Од Константинове победе на Лицинијем 324. Фауста је носила титулу августе, али је већ 326. убијена по наређењу свог супруга из разлога који нам данас нису познати.

## Порекло и рана младост
Фауста је била ћерка цара Максимијана, Диоклецијановог савладара, и Сиријке Еутропије. Највероватније је рођена 289/90. године . или пак чак 298. године Будући узурпатор Максенције (306—312.) био је њен старији брат. Њена мајка Еутропија већ је имала ћерку из првог брака, Теодору, која је 289, удата за Максимијановог преторијанског префекта и будућег цезара Констанција Хлора. Зарад брака са царском ћерком, Констанције се растао са својом првом супругом Јеленом, а његов син Константин (рођ. 271. или 273. год.) је после 293. године послат на Диоклецијанов двор како би се образовао, али и послужио као талац. Што се Фаусте тиче она је као девојчица одгајана у Риму, где се вероватно налазила и када се њен брат Максенције прогласио за цара 28. октобра 306. године.

## Удаја
Максенцијев узор био је Константин, који се нешто раније прогласио за цара у Јорку. Међутим, Максенције је остао непризнат, док је Константина као цезара и владара Галије, Британије и Хиспаније примио у владарски колегијум први међу тетрарсима Галерије. Када је Галерије почео да припрема поход на Италију 307. године, Максимијан, који се вратио из политичке пензије како би још једном узео титулу августа, се упутио у Константинову резиденцију Трир. Стари август је понудио Константину своју младу ћерку Фаусту за жену и признање титуле августа којој је Константин тежио од почетка владе. Заузврат, Максимијан је очекивао подршку у борби против Галерија. Константин је прихватио Максимијанове понуде и у лето или јесен 307. у Триру или Арлу је обављена двострука церемонија венчање и проглашење Константина за августа.
Приликом свечаности венчања анонимни галски ретор је прочитао свој панегирик на латинском који нам је остао сачуван до данас. По његовим речима Константин је још на почетку мужевног доба склопио брак (Panegyrici Latini VII, 4, 1.). Из других извора, од којих је најранији са краја 4. века, Константин је у младости имао конкубину Минервину која му је око 305. године родила сина Криспа. Панегиричар као савременик догађаја пак потврђује да је Константину брак са Фаустом био већ други. За данашњу науку питање да ли је Константин 307. био удовац . или се растао са Минервином да би постао царски зет остаје отворено. Било како било, оратор такође тврди да је Константин још као дечак био верен са Фаустом и да је сцена размене вереничких дарова била овековечена на слици у трпезарији царске палате у Аквилеји у Италији (Pan. Lat. VII, 6, 1-2.). Уколико је веридба стварно обављена у Константиновој младости вероватно се десила измећу 293. и 296. године, пре него што је Константин упићен на Исток код Диоклецијана У том случају, Фауста се родила 289/ 90. године. Међутим, опис веридбеног портрета и цела прича су могли бити само пригодна имагинација задуженог оратора која је у ствари требало да подвуче дуготрајност савеза измећу Максимијанове и Константинове породице. Низоземски историчар Јан Вилем Дријверс (J.W. Drijvers) је подвукао да је положај Константина 293. године, када је још увек био само Констанцијев ванбрачни син, ипак био врло несигуран. Поред тога, уколико је веридба обављена, тешко да би Константин могао отворено да узме конкубину или да се чак жени пошто би то свакако увредило Максимијанову породицу. По мишљењу овог историчара, брак између Константина и Фаусте био је само плод политичких прилика 307. године пре него нека одавно договорена акција .

## Брачни живот
Из готово дводеценијског брака Константина и Фаусте познато нам је свега неколико цртица. Стари Максимијан се 307. разишао са сином Максенцијем и на крају је нашао уточиште код зета Константина. У лето 310. године, док је зет ратовао са Францима на Рајни, Максимијан се прогласио за цара по трећи пут, овога пута у Марсељу. На појаву Константина и његове војске изручен је млађем августу који му је поштедео живот. Стари Максимијан ипак није праштао последње понижење и по званичној верзији догађаја, сачуваној у Лактанцијевом спису О смрти прогонитеља (De Mortibus Persecutorum, 29-30), затражио је од ћерке Фаусте да остави откључана врата царске ложнице и отпусти гардисте који су чували ноћну стражу. Фауста је обавестила мужа и стари Максимијан је натеран на самоубиство пошто је својом руком убио евнуха који је као мамац био подметнут у Константинову постељу.
У октобру 312. у бици код Милвијског моста северно од Рима Константин је победио и уклонио Фаустиног брата Максенција. Након ове победе, коју је по Лактанцију и Евсевију Цезарејском дуговао хришћанском Богу, Константин се отворено окренуо хришћанској вери, уврстио епископе и свештенике међу своје пратиоце и отпочео са праксом даривања и помагања цркве. И чланови Константинове породице, попут мајке Јелене и супруге Фаусте су примиле нову веру и постали доброчинитељи цркве. Фауста је цркви поклонила једну од својих палата у Риму, Латеранску палату, у којој је већ октобра 313. одржан такозвани Мали концил са циљем разрешења донастичког расцепа. Сама палата је имала базилику која је 324. претворена у цркву св. Јована Латеранског. Палата је све до почетка Авињонског ропства 1309. била званична резиденција римских папа, али је основа првобитног здања практично потпуно уништена у два узастопна пожара 1307. и 1361. године. Црква св. Јована Латеранског је служила као римска катедрала, а оригинална грађевину је разрушио земљотрес 897. године.
Од 313. Римско царство је било подељено између два цара савладара: Лицинија на истоку и Константина на западу. Лициније, иначе у браку са Константиновом полусестром Константином, је 315. добио сина Лицинија Млађег и након тога је јасно истакао своје династичке претензије. И Константин је убрзо добио сина кога је родила царска ћерка када се 316. године родио Константин II. Пошто је Фауста постала мајка готово деценију после удаје, Дријверс је ову чињеницу истакао као још један аргумент да је је у време удаје Фауста вероватно била премлада да рађа (дакле рођена је можда и 298.). У грађанском рату 316. године (види Bellum Cibalense) Лициније је био принуђен да Констанину препусти све своје територије на Балкану осим Тракије. Мир је утаначен 1. марта 317. у Софији где је Константин своје синове Криспа и Константина II, као и сестрића Лицинија Млађег, прогласио за цезаре.

## Августина смрт
Фауста је у наредним годинама родила Константину још два сина и две ћерке:Констанција II (рођ. 317.) и Констанса I (рођ. између 320. и 323.) и Константину и Јелену. Није познато када су ћерке рођене, једино што знамо је да је Константина била старија.
Фаустин супруг је 324. уклонио и Лицинија и Римско царство се по први пут од 282. нашло под влашћу само једног августа. Константин је 8. новембра 324. свечано отворио радове на проширењу древног Византа (будућег Константинопоља) на европској обали Босфора и ту прилику је искористио да сина Констанција прогласи за цезара. Фауста, која је од раније носила почасни назив најплеменитије жене (nobilissima femina), сада је награђена титуло августе, баш као и њена свекрва Јелена.
Константин је 326. године припремао прославу двадесет година владавине у Риму. Прослави је требало да присуствује и његов најстарији син цезар Крисп који је на путу за Италију задржан у Пули и убијен по очевом налогу. Недуго затим, Константин је наредио и погубљење своје жене Фаусте. Једино што повезује два смакнућа је кратак временски размак. По Епитомама Аурелија Виктора Фауста је удављена у врелим испарењима парног купатила, док је крајем 4. века Јован Златоусти записао како је нага остављена у планини где су је убиле дивље звери. Неки историчари су као место Фаустиног убиства у парном купатилу сматрали Трир ., стару Константинову резиденцију у којој се вероватно и одиграло венчање 307. године.
Веродостојан разлог за уклањање Фаусте и Криспа антички аутори нису забележили. Малициозни паганин Зосим, који је писао око 500. године, наводи да су Крисп и Фауста били у интимној вези и да је због тога Константин убио сина. Међутим, Криспова бака Јелена је била неутешна све док Константин једно зло није исправио другим и наредио да се Фауста закључа у врело парно купатило. Наводно осећање кривице је цара натерало да пређе у хришћанство пошто је та вера пружала опрост и за највеће грехе (Нова историја, II, 29). Зосимов извештај, као и далеко каснији византијског историчара из 12. века Јована Зонаре, ипак носи сличности са митолошким љубавним троуглом Тезеј (Константин)- Федра (Фауста) - Хиполит (Крисп). Исто тако, по Константиновим савременицима 312., а не 326., је била кључна година у Константтиновом преобраћењу. Дријверс закључује да праве разлоге Крисповог и Фаустиног уклањања никада нећемо сазнати али да је њено сагрешење ипак било толико да је заслужила уклањање сваке успомене на њено име и лик (damnatio memoriae)  .
Успомена на Фаусту није обновљена ни после 337. године када је Константин умро, а три њихова сина наследила престо. Јулијан ју је додуше поменуо у свом панегирику из 355. упућеном цару Констанцију II као особу велике личне лепоте и племенитости карактера. По каснијој традицији из византијских времена Фауста је сахрањена уз Константина у царском маузолеју при цариградској цркви Светих Апостола. Овакав исход је једино био могућ уколико је Констанције II пренео остатке своје мајке и сахранио је уз оца.